# I. Khedebneithirbinet

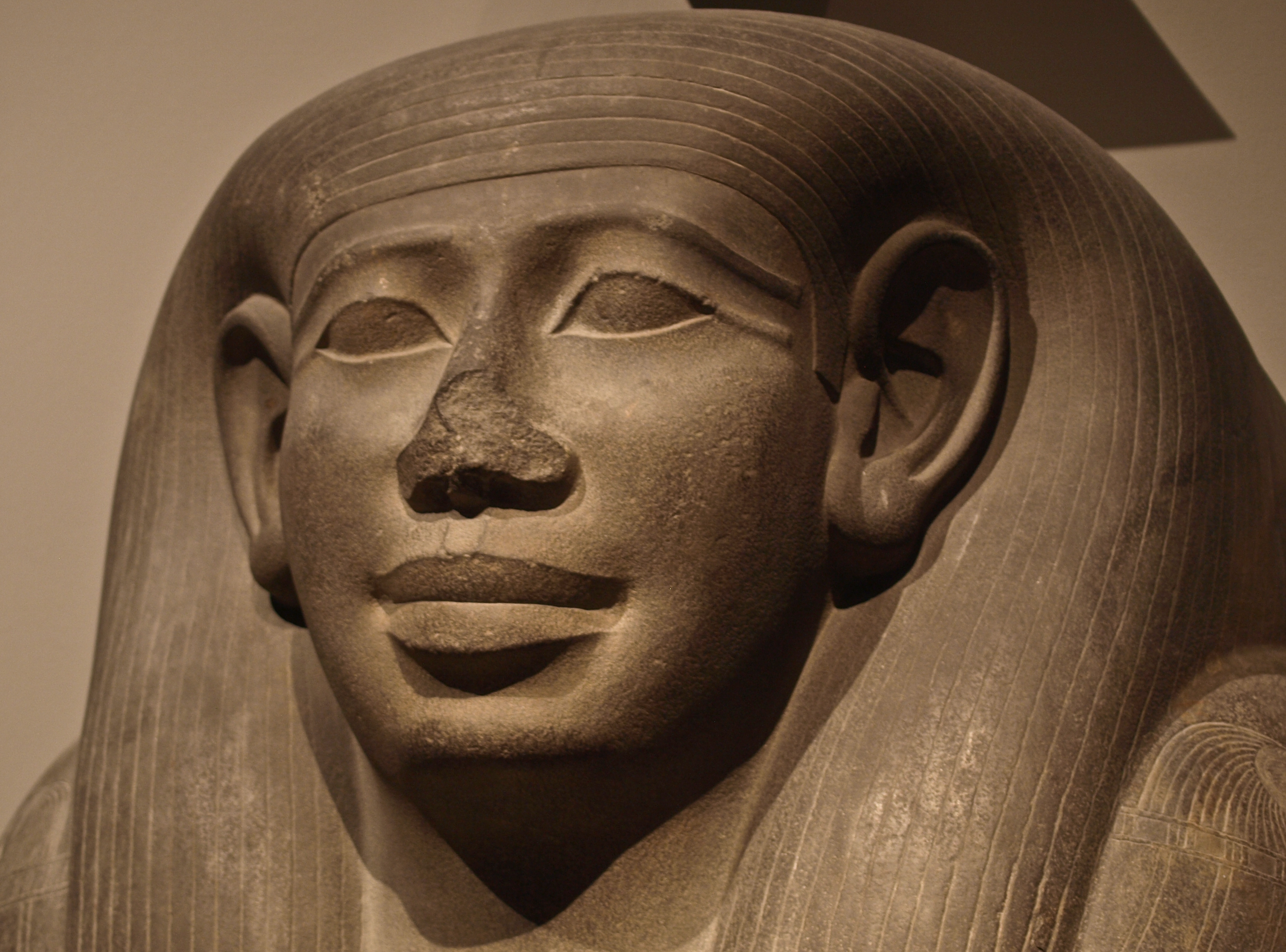
Khedebneithirbinet szarkofágja

I. Khedebneithirbinet („Neith megöli a gonosz szemet”) ókori egyiptomi királyné a XXVI. dinasztia idején, valószínűleg II. Nékó fáraó felesége és II. Pszammetik anyja. Kő szarkofágfedele ma Bécsben, a Kunsthistorisches Museumban található (ÄOS3), 1807-ben fedezték fel az alsó-egyiptomi Szebennütoszban, ami azt jelenti, itt temethették el. A szarkofágfedél alapján azonosították Nékó feleségeként, mert stílusa alapján erre a dinasztiára datálható, Khedebneithirbinetet király feleségeként és király anyjaként említik rajta, és Nékónak más feleségéről nem tudni.
Címei: A király felesége (ḥmt-nỉswt), Nagy királyi hitves (ḥmt-nỉswt wr.t), A jogar úrnője (wr.t-ḥts), Örökös hercegnő (ỉrỉỉ.t-pˁt), Nagy tiszteletben álló (wr.t-ḥzwt), A király anyja (mwt-nỉswt).